# 锡塔马里
锡塔马里（Sitamarhi），是印度比哈尔邦锡塔马里县的一个城镇。总人口56769（2001年）。

## 人口
该地2001年总人口56769人，其中男性30483人，女性26286人；0—6岁人口8930人，其中男4798人，女4132人；识字率64.75%，其中男性为71.04%，女性为57.45%。